# Henrik Bielke Kaas
Henrik Bielke Kaas (født 7. september 1686 på Elingård i Norge, død 1. juli 1773 på Boltinggård) var en dansk officer og godsejer.
Han var søn af stiftamtmand Hans Kaas. 12 år gammel kom han til Danmark som page hos den senere storkansler grev Conrad Reventlow. I sit 18. år trådte Kaas ind i 2. sjællandske Rytterregiment for fra neden af at uddanne sig i krigshåndværket. I 6 år deltog han i Den spanske arvefølgekrig, var med i de berømteste slag og blev gang efter gang hårdt såret. Efter slaget ved Höchstädt (1704) udnævntes han til kornet i Livregiment til Hest, efter Ramillies (1706) til løjtnant, efter Malplaquet (1709) til kaptajn ved sjællandske nationale Dragonregiment og vendte nu hjem til Danmark. 1711 forfremmedes han til major ved 2. fynske Rytterregiment og 1714 som løn for sit «berømmelige Forhold» ved Gadebusch til oberstløjtnant. I denne stilling forblev han i 17 år, indtil han, efter i 1725 at have fået obersts karakter, 1731 udnævntes til chef for 2. jyske Rytterregiment. Dette hørte til det korps, som i anledning af den polske tronfølgestrid 1734-36 sendtes til Rhinlandene, og Kaas blev her 1735 generalmajor. 1746 steg han til generalløjtnant, 1753 til general af kavaleriet og dekoreredes 1740 med Dannebrogs-, 1754 med l'union parfaite og 1760 med Elefantordenen. Under mobiliseringen 1758 og følgende år var han designeret til chef for et reservekorps, der dog aldrig blev formeret. 1763 fratrådte han kommandoen over sit regiment, men benyttedes endnu nogle år derefter ved inspektioner og 1ign. Efter henved 70 års hæderlig tjeneste lukkede han sine øjne 1. juli 1773 på Boltinggård.
Kaas var en uforfærdet soldat og en duelig, praktisk officer med varm interesse for sin stand og sit våben, men hans begavelse som fører har dog næppe stået i forhold til den høje rang, han efterhånden nåede op til. Hans virksomhed under felttogene ved Rhinen, den eneste gang, han fik lejlighed til aktivt at optræde i en højere kommandopost, er i det mindste bleven skarpt kritiseret, og de betragtninger, han fremsætter i sin selvbiografi, tyde vel på nogen læsning, men ikke på synderlig strategisk eller taktisk indsigt – hverken når han optræder som forsvarer af den slappe overledelse af titnævnte felttog, eller når han, så sent som i 1765, påstår, at en (af Frederik II's berømte ryttergeneraler indførte) "opkommende Maxime at jage imod sin Fjende strider mod al Erfarenhed". Men Kaas var i det hele en lovlig konservativ Natur, også på det administrative område en født modstander så at sige af enhver reform. Over for sine undergivne, særlig «den saakaldte gemene Mand», var han en rettænkende og velvillig foresat; derimod beskyldes han for under krigen i Tyskland at have gjort sig skyldig i slemme udsugelser over for beboerne.
Kaas var 2 gange gift, men havde ingen børn: 1. gang (1713) med Anne f. Vind von der Kuhla (1684 – 26. marts 1744) (farmor: Anne Iversdatter Vind), enke efter kaptajn Erik Banner (død ved Helsingborg 10. marts 1710) og datter af Bendix von der Kuhla til Løgtved; 2. gang (30. juli 1750) med Regitse Sophie f. baronesse Güldencrone (25. maj 1710 – 18. december 1792), enke efter ritmester Christopher Frederik Ahlefeldt (død 1749) og datter af Jørgen baron Güldencrone til Urup. Hun blev 1758 dame de l'union parfaite. Med sin første hustru fik Kaas Boltinggård, med den anden Nordskov, begge på Fyn. Den sidste gård solgte han; af den første tillige med Rynkebygård, som han tilkøbte, oprettede han stamhuset Kaaseslund, som senere blev substitueret med en fideikommiskapital, og var besiddet af familien Huitfeldt(-Kaas). Som godsejer virkede han for humane formål: istandsatte kirkerne, udvidede skolerne og oprettede et hospital.